# تحالف البلديات من أجل السلام
تحالف البلديات من أجل السلام (MAP) عبارة عن شبكة وُجدت لتعزيز السلام في الشرق الأوسط. تم إنشاء هذا التحالف في يونيو من عام 2005 في مؤتمر عُقد في لاهاي لتشجيع تعاون البلديات بين السلطات المحلية الإسرائيلية والفلسطينية من خلال المبادرات المشتركة التي يقدمها الاتحاد الفلسطيني للهيئات المحلية (APLA) واتحاد السلطات المحلية في إسرائيل (ULAI). ويسعى تحالف البلديات من أجل السلام إلى إشراك البلديات في الدول الأخرى للتعاون في هذه المشروعات المشتركة.
ويُدار هذا التحالف من قِبل مجلس يتألف من الأعضاء التالين :
-	الاتحاد الفلسطيني للهيئات المحلية
-	اتحاد السلطات المحلية في إسرائيل
- برنامج الأمم المتحدة الإنمائي (UNDP) وبرنامج مساعدة الشعب الفلسطيني (PAPP)
- منظمة المدن المتحدة والحكومات المحلية (UCLG)
- اتحاد البلديات الكندية (FCM)
-	الشبكة الأوروبية للسلطات المحلية من أجل السلام في الشرق الأوسط (ELPME)
-	مدينة هامر
-	مدينة روما
-	مدينة برشلونة
-	مدينة كولونيا.
في المؤتمر العالمي الأول عن دبلوماسية المدن، والذي عقد في لاهاي في يونيو من عام 2008, تم تقديم عرض تفصيلي لتحالف البلديات من أجل السلام كدراسة حالة لهذا النوع من التعاون.
يوجد مكتب لأمانة التحالف في القدس، ويصدر عنها نشرة إخبارية منتظمة.
أمانة التحالف البلدي من أجل السلام : c/o برنامج الأمم المتحدة الإنمائي/برنامج مساعدة الشعب الفلسطيني، القدس. الهاتف: 00972-2-6268200. البريد الإلكتروني : map@undp.org

## وصلات خارجية
- MAP newsletter July/August 2007 نسخة محفوظة 21 يوليو 2011 على موقع واي باك مشين.
- Speech by Wim Deetman, Mayor of The Hague, 5 July 2006